# Szereg rozdzielczy
Szereg rozdzielczy – szereg statystyczny opisujący informacje dotyczące badanej cechy danej populacji lub próby, w którym wartości tej cechy są uporządkowane i pogrupowane według określonych kryteriów. Szereg rozdzielczy może opisywać cechy ilościowe i jakościowe.
Grupowanie jednostek według wartości można podzielić na dwa rodzaje:
- grupowanie typologiczne (jakościowe), w którym grupuje się warianty badanej cechy we względnie jednorodne grupy z niejednorodnej zbiorowości. Najczęściej stosowane do cech jakościowych[2];
- grupowanie wariacyjne, które jest niezwiązane z wydzielaniem grup odmiennych jakościowo. Najczęściej stosowane względem cech ilościowych (chociaż grupowaniem wariacyjnym może być również grupowanie na podstawie pierwszych liter nazw)[3].

W przypadku grupowania na podstawie cech ilościowych, utworzone grupy mogą być przedziałami klasowymi.

## Szeregi punktowe i przedziałowe
Dwa podstawowe rodzaje szeregów rozdzielczych to szereg punktowy i szereg przedziałowy. 
W przypadku szeregu rozdzielczego punktowego grupuje się wartości zmiennej według każdej wartości cechy i podaje ich liczebność i/lub częstość. Taki szereg tworzy się dla cech jakościowych lub ilościowych dyskretnych o niewielkiej liczbie unikalnych wartości. 
Szereg rozdzielczy przedziałowy wymaga pogrupowania wartości cechy w przedziały klasowe. Liczebności lub częstości podaje się dla tak utworzonych przedziałów. Taki szereg można utworzyć dla cech ilościowych ciągłych lub dyskretnych o dużej liczbie unikalnych wartości. 

## Przykład szeregu rozdzielczego punktowego
W badaniu dotyczącym liczby literówek występujących na stronach Wikipedii zebrano następujące dane (kolejne wartości odpowiadają liczbie literówek znalezionych na pojedynczej stronie):
0, 0, 1, 1, 0, 1, 2, 4, 1, 0, 2, 1, 0, 1, 2, 1, 2, 2, 1, 5
| Wartości cechy | Liczebność | Częstość |
| -------------- | ---------- | -------- |
| 0              | 5          | 0,25     |
| 1              | 8          | 0,40     |
| 2              | 5          | 0,25     |
| 4              | 1          | 0,05     |
| 5              | 1          | 0,05     |

## Przykład szeregu rozdzielczego przedziałowego
Klientów oddziału banku spytano o wiek i uzyskano następujące odpowiedzi:
49, 59, 43, 52, 46, 61, 48, 49, 60, 58, 40, 48, 40, 46, 54, 48, 47, 54, 42, 56, 28, 47, 40, 40, 48, 60, 47, 33, 50, 59, 46, 30, 70, 34, 55, 57, 62, 48, 31, 38
| Wartości cechy | Liczebność | Częstość |
| -------------- | ---------- | -------- |
| 21-30          | 2          | 0,050    |
| 31-40          | 8          | 0,200    |
| 41-50          | 16         | 0,400    |
| 51-60          | 11         | 0,275    |
| 61-70          | 3          | 0,075    |

## Nazewnictwo
W pierwszym polskim podręczniku statystyki autorstwa Jana Czekanowskiego z 1913 r. ten typ szeregu nazywany był szeregiem liczebności lub dyspersyą. Proces grupowania wartości w przedziały określany był jako seryacja.